# James Gathers
James Gathers, född 17 juni 1930 i Sumter i South Carolina, död 1 juni 2002 i Alcoa i Tennessee, var en amerikansk friidrottare.
Gathers blev olympisk bronsmedaljör på 200 meter vid sommarspelen 1952 i Helsingfors.